# Juez de paz (Perú)

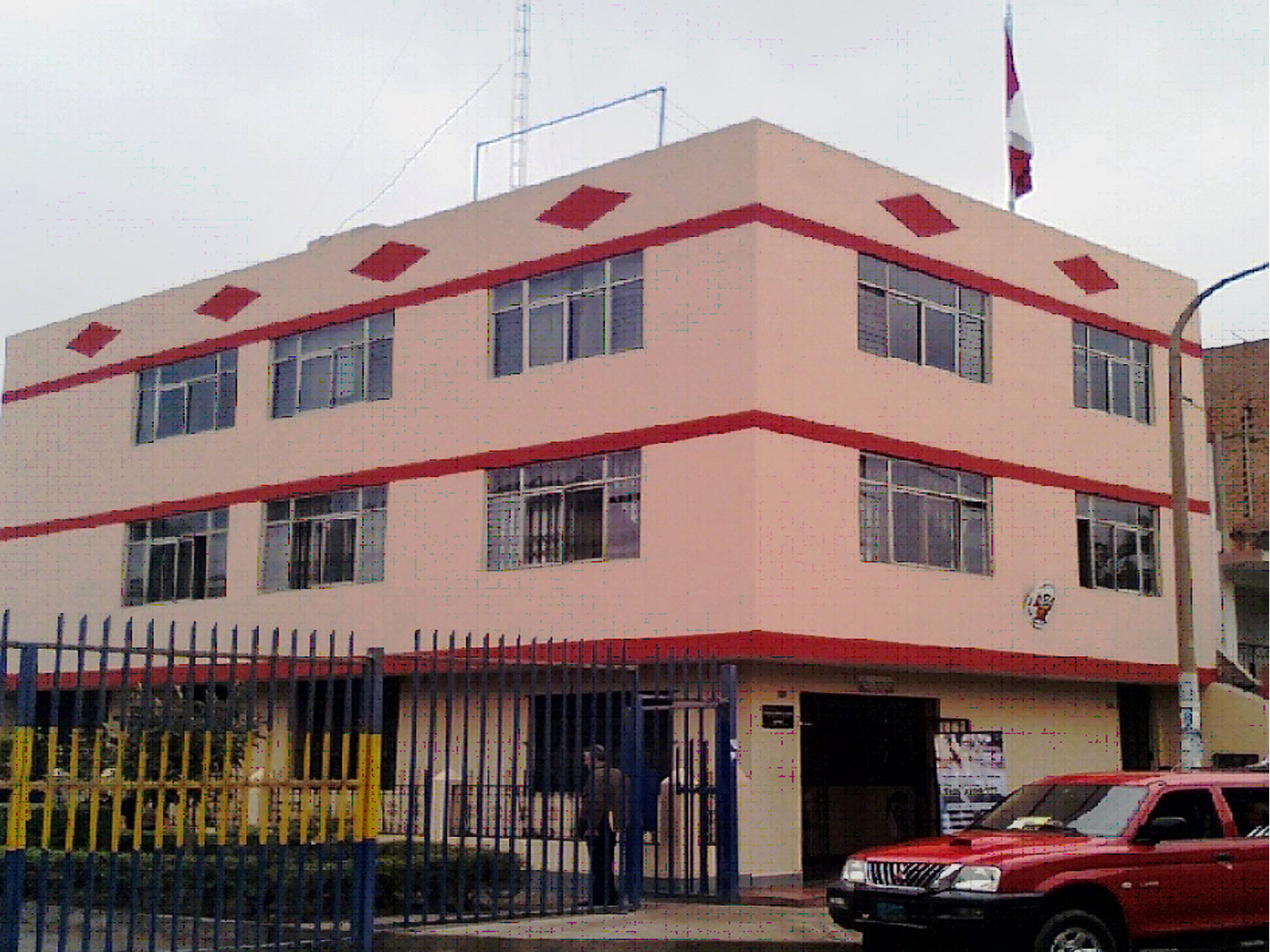
Juzgado de Paz letrado ubicado en el distrito de Comas

Los Juzgados de Paz constituyen el menor nivel jerárquico en que se encuentra organizado el Poder Judicial. Estas instituciones peruanas se originaron en la década de 1820.
Cada distrito del país cuenta con un juzgado de paz. Sin embargo, existen juzgados que, atendiendo a motivos de carga procesal, engloban más de un distrito; así como distritos que, por los mismos motivos, tienen más de un juzgado de paz. 
Los juzgados de paz tienen competencia sobre temas de menor cuantía o de menor gravedad (sólo faltas penales, no pueden conocer delitos) y no se subdividen en especialidades grandes.

## Clasificación
Los juzgados de paz se dividen en dos tipos:
- Juzgados de Paz Letrados : En los que el juez es un abogado y resuelve aplicando el derecho nacional.
- Juzgados de Paz (anteriormente llamado "Juzgado de Paz no Letrado"): En los que el juez no es abogado sino un ciudadano que goce de prestigio. Este juez no se encuentra obligado a aplicar el derecho nacional sino también su criterio de justicia y equidad. Este tipo de juzgados solo existen en localidades alejadas que no tienen fácil acceso o no están comprendidas dentro de la competencia de un juzgado de paz letrado. Contra lo resuelto por el juez de paz cabe la interposición de un medio impugnatorio ante el juez de paz letrado.

En los casos que conocen los Juzgados de Paz, los medios impugnatorios los conocen, como segunda instancia, los Juzgados de Paz Letrados, mientras que las impugnaciones a los casos que conocen estos son vistas por los Juzgados de Primera Instancia.

## Funciones y atribuciones
Interviene como conciliador y contribuye a que las personas resuelvan sus 
conflictos de modo directo. De no llegar a un acuerdo, el juez de paz podría 
dictar sentencia judicial. 
Por lo general, el juez de paz no requiere ser abogado para ejercer el cargo 
porque, preferentemente, resuelve de acuerdo al sentido común y en equidad a 
fin de restablecer los vínculos vecinales y mantener la paz social. 
Los jueces de paz son importantes en la comunidad porque se mantienen como 
una gran opción para resolver conflictos y para que se sancionen o corrijan 
diversos actos. 
El Juez de Paz tiene las facultades de:
1. Conciliar con equidad. Es decir, propone alternativas de solución a las 
partes con el objetivo de facilitar un arreglo. Sin embargo, le está 
prohibido imponer un acuerdo. 
2. Función jurisdiccional. Quiere decir que de no lograr la conciliación ejerce 
funciones jurisdiccionales y por lo tanto puede emitir sentencia. El juez 
se pronuncia según su leal saber y entender, debidamente motivada y no 
siendo obligatorio fundamentarla jurídicamente. Su alcance abarca la 
materia penal y civil, así como en cuantías, espacio y territorio. 
• En cuanto a lo Civil, acoge casos de alimentación, desalojos e 
interdictos. Sin embargo, no puede fallar en temas de vínculo 
matrimonial, nulidad de actos jurídicos y contratos, declaratoria de 
herederos, derechos de sucesión, testamentos y derechos 
constitucionales. 
Asimismo en causas civiles, los Jueces de Paz tienen competencia para intervenir en conflictos patrimoniales de menor cuantía y en casos que versen sobre derechos de libre disponibilidad de las partes. Partiendo de la premisa de que sea posible estimar patrimonialmente  la demanda que se presenta en el despacho el juez de paz. Cuando no se pueda determinar la cuantía de la demanda, el juez de paz carece de competencia para conocer el caso y deberá derivarlo al juez especializado.
• En lo Penal, puede imponer sanciones con servicios a la 
comunidad y multas por faltas contra la persona, contra el 
patrimonio (robo), contra las buenas costumbres y contra la 
tranquilidad y la seguridad pública. También tiene la facultad de 
detener a una persona hasta por 24 horas, para luego formular la 
denuncia correspondiente, de ser el caso, al Ministerio Público.

## Requisitos
Los candidatos a juez de paz, que pueden reelegirse cada cuatro años, deben reunir los siguientes requisitos: 
- Ser peruano de nacimiento y mayor de 25 años.
- Acreditar que reside por más de tres años continuos en la circunscripción a la que postula.
- Saber leer y escribir.
- No estar incurso en ninguna incompatibilidad establecida por ley.
- Tener ocupación conocida.
- Tener dominio, además del castellano de la lengua que predomine en el lugar donde va a ejercer el cargo.
- Tener conducta intachable y reconocimiento en su comunidad.